# Lijst van afleveringen van Perry Mason
Dit is een lijst met afleveringen van de Amerikaanse televisieserie Perry Mason. De serie telt 9 seizoenen. Een overzicht van alle afleveringen is hieronder te vinden.

## Seizoen 1
| Nr. | Titel aflevering                    | Uitzenddatum VS   |
| --- | ----------------------------------- | ----------------- |
| 1   | The Case of the Restless Redhead    | 21 september 1957 |
| 2   | The Case of the Sleepwalker's Niece | 28 september 1957 |
| 3   | The Case of the Nervous Accomplice  | 5 oktober 1957    |
| 4   | The Case of the Drowning Duck       | 12 oktober 1957   |
| 5   | The Case of the Sulky Girl          | 19 oktober 1957   |
| 6   | The Case of the Silent Partner      | 19 oktober 1957   |
| 7   | The Case of the Angry Mourner       | 2 november 1957   |
| 8   | The Case of the Crimson Kiss        | 9 november 1957   |
| 9   | The Case of the Vagabond Vixen      | 16 november 1957  |
| 10  | The Case of the Runaway Corpse      | 23 november 1957  |
| 11  | The Case of the Crooked Candle      | 30 november 1957  |
| 12  | The Case of the Negligent Nymph     | 7 december 1957   |
| 13  | The Case of the Moth-Eaten Mink     | 14 december 1957  |
| 14  | The Case of the Baited Hook         | 21 december 1957  |
| 15  | The Case of the Fan Dancer's Horse  | 28 december 1957  |
| 16  | The Case of the Demure Defendant    | 4 januari 1958    |
| 17  | The Case of the Sunbather's Diary   | 11 januari 1958   |
| 18  | The Case of the Cautious Coquette   | 18 januari 1958   |
| 19  | The Case of the Haunted Husband     | 25 januari 1958   |
| 20  | The Case of the Lonely Heiress      | 1 februari 1958   |
| 21  | The Case of the Green-Eyed Sister   | 8 februari 1958   |
| 22  | The Case of the Fugitive Nurse      | 15 februari 1958  |
| 23  | The Case of the One-Eyed Witness    | 22 februari 1958  |
| 24  | The Case of the Deadly Double       | 1 maart 1958      |
| 25  | The Case of the Empty Tin           | 8 maart 1958      |
| 26  | The Case of the Half-Wakened Wife   | 15 maart 1958     |
| 27  | The Case of the Desperate Daughter  | 22 maart 1958     |
| 28  | The Case of the Daring Decoy        | 29 maart 1958     |
| 29  | The Case of the Hesitant Hostess    | 5 april 1958      |
| 30  | The Case of the Screaming Woman     | 26 april 1958     |
| 31  | The Case of the Fiery Fingers       | 3 mei 1958        |
| 32  | The Case of the Substitute Face     | 10 mei 1958       |
| 33  | The Case of the Long-Legged Models  | 17 mei 1958       |
| 34  | The Case of the Gilded Lily         | 24 mei 1958       |
| 35  | The Case of the Lazy Lover          | 31 mei 1958       |
| 36  | The Case of the Prodigal Parent     | 7 juni 1958       |
| 37  | The Case of the Black-Eyed Blonde   | 14 juni 1958      |
| 38  | The Case of the Terrified Typist    | 21 juni 1958      |
| 39  | The Case of the Rolling Bones       | 28 juni 1958      |

## Seizoen 2
| Nr. | Titel aflevering                     | Uitzenddatum VS   |
| --- | ------------------------------------ | ----------------- |
| 1   | The Case of the Corresponding Corpse | 20 september 1958 |
| 2   | The Case of the Lucky Loser          | 27 september 1958 |
| 3   | The Case of the Pint-Sized Client    | 4 oktober 1958    |
| 4   | The Case of the Sardonic Sergeant    | 11 oktober 1958   |
| 5   | The Case of the Curious Bride        | 18 oktober 1958   |
| 6   | The Case of the Buried Clock         | 1 november 1958   |
| 7   | The Case of the Married Moonlighter  | 8 november 1958   |
| 8   | The Case of the Jilted Jockey        | 15 november 1958  |
| 9   | The Case of 'The Purple Woman'       | 6 december 1958   |
| 10  | The Case of the Fancy Figures        | 13 december 1958  |
| 11  | The Case of the Perjured Parrot      | 20 december 1958  |
| 12  | The Case of the Shattered Dream      | 3 januari 1959    |
| 13  | The Case of the Borrowed Brunette    | 10 januari 1959   |
| 14  | The Case of the Glittering Goldfish  | 17 januari 1959   |
| 15  | The Case of the Footloose Doll       | 24 januari 1959   |
| 16  | The Case of the Fraudulent Photo     | 7 februari 1959   |
| 17  | The Case of the Romantic Rogue       | 14 februari 1959  |
| 18  | The Case of the Jaded Joker          | 21 februari 1959  |
| 19  | The Case of the Caretaker's Cat      | 7 maart 1959      |
| 20  | The Case of the Stuttering Bishop    | 14 maart 1959     |
| 21  | The Case of the Lost Last Act        | 21 maart 1959     |
| 22  | The Case of the Bedeviled Doctor     | 4 april 1959      |
| 23  | The Case of the Howling Dog          | 11 april 1959     |
| 24  | The Case of the Calendar Girl        | 18 april 1959     |
| 25  | The Case of the Petulant Partner     | 25 april 1959     |
| 26  | The Case of the Dangerous Dowager    | 9 mei 1959        |
| 27  | The Case of the Deadly Toy           | 16 mei 1959       |
| 28  | The Case of the Spanish Cross        | 30 mei 1959       |
| 29  | The Case of the Dubious Bridegroom   | 13 juni 1959      |
| 30  | The Case of the Lame Canary          | 27 juni 1959      |

## Seizoen 3
| Nr. | Titel aflevering                    | Uitzenddatum VS  |
| --- | ----------------------------------- | ---------------- |
| 1   | The Case of the Spurious Sister     | 3 oktober 1959   |
| 2   | The Case of the Watery Witness      | 10 oktober 1959  |
| 3   | The Case of the Garrulous Gambler   | 17 oktober 1959  |
| 4   | The Case of the Blushing Pearls     | 24 oktober 1959  |
| 5   | The Case of the Startled Stallion   | 31 oktober 1959  |
| 6   | The Case of Paul Drake's Dilemma    | 14 november 1959 |
| 7   | The Case of the Golden Fraud        | 21 november 1959 |
| 8   | The Case of the Bartered Bikini     | 5 december 1959  |
| 9   | The Case of the Artful Dodger       | 12 december 1959 |
| 10  | The Case of the Lucky Legs          | 19 december 1959 |
| 11  | The Case of the Violent Village     | 2 januari 1960   |
| 12  | The Case of the Frantic Flyer       | 9 januari 1960   |
| 13  | The Case of the Wayward Wife        | 23 januari 1960  |
| 14  | The Case of the Prudent Prosecutor  | 30 januari 1960  |
| 15  | The Case of the Gallant Grafter     | 6 februari 1960  |
| 16  | The Case of the Wary Wildcatter     | 20 februari 1960 |
| 17  | The Case of the Mythical Monkeys    | 27 februari 1960 |
| 18  | The Case of the Singing Skirt       | 12 maart 1960    |
| 19  | The Case of the Bashful Burro       | 26 maart 1960    |
| 20  | The Case of the Crying Cherub       | 9 april 1960     |
| 21  | The Case of the Nimble Nephew       | 23 april 1960    |
| 22  | The Case of the Madcap Modeste      | 30 april 1960    |
| 23  | The Case of the Slandered Submarine | 14 mei 1960      |
| 24  | The Case of the Ominous Outcast     | 21 mei 1960      |
| 25  | The Case of the Irate Inventor      | 28 mei 1960      |
| 26  | The Case of the Flighty Father      | 11 juni 1960     |

## Seizoen 4
| Nr. | Titel aflevering                      | Uitzenddatum VS   |
| --- | ------------------------------------- | ----------------- |
| 1   | The Case of the Treacherous Toupee    | 17 september 1960 |
| 2   | The Case of the Credulous Quarry      | 24 september 1960 |
| 3   | The Case of the Ill-Fated Faker       | 1 oktober 1960    |
| 4   | The Case of the Singular Double       | 8 oktober 1960    |
| 5   | The Case of the Lavender Lipstick     | 15 oktober 1960   |
| 6   | The Case of the Wandering Widow       | 22 oktober 1960   |
| 7   | The Case of the Clumsy Clown          | 5 november 1960   |
| 8   | The Case of the Provocative Protege   | 12 november 1960  |
| 9   | The Case of the Nine Dolls            | 19 november 1960  |
| 10  | The Case of the Loquacious Liar       | 3 december 1960   |
| 11  | The Case of the Red Riding Boots      | 10 december 1960  |
| 12  | The Case of the Larcenous Lady        | 17 december 1960  |
| 13  | The Case of the Envious Editor        | 7 januari 1961    |
| 14  | The Case of the Resolute Reformer     | 14 januari 1961   |
| 15  | The Case of the Fickle Fortune        | 21 januari 1961   |
| 16  | The Case of the Waylaid Wolf          | 4 februari 1961   |
| 17  | The Case of the Wintry Wife           | 18 februari 1961  |
| 18  | The Case of the Angry Dead Man        | 25 februari 1961  |
| 19  | The Case of the Blind Man's Bluff     | 11 maart 1961     |
| 20  | The Case of the Barefaced Witness     | 18 maart 1961     |
| 21  | The Case of the Difficult Detour      | 25 maart 1961     |
| 22  | The Case of the Cowardly Lion         | 8 april 1961      |
| 23  | The Case of the Torrid Tapestry       | 22 april 1961     |
| 24  | The Case of the Violent Vest          | 29 april 1961     |
| 25  | The Case of the Misguided Missile     | 6 mei 1961        |
| 26  | The Case of the Duplicate Daughter    | 20 mei 1961       |
| 27  | The Case of the Grumbling Grandfather | 27 mei 1961       |
| 28  | The Case of the Guilty Clients        | 10 juni 1961      |

## Seizoen 5
| Nr. | Titel aflevering                    | Uitzenddatum VS   |
| --- | ----------------------------------- | ----------------- |
| 1   | The Case of the Jealous Journalist  | 2 september 1961  |
| 2   | The Case of the Impatient Partner   | 16 september 1961 |
| 3   | The Case of the Missing Melody      | 30 september 1961 |
| 4   | The Case of the Malicious Mariner   | 7 oktober 1961    |
| 5   | The Case of the Crying Comedian     | 14 oktober 1961   |
| 6   | The Case of the Meddling Medium     | 21 oktober 1961   |
| 7   | The Case of the Pathetic Patient    | 28 oktober 1961   |
| 8   | The Case of the Travelling Treasure | 4 november 1961   |
| 9   | The Case of the Posthumous Painter  | 11 november 1961  |
| 10  | The Case of the Injured Innocent    | 18 november 1961  |
| 11  | The Case of the Left-Handed Liar    | 25 november 1961  |
| 12  | The Case of the Brazen Bequest      | 2 december 1961   |
| 13  | The Case of the Renegade Refugee    | 9 december 1961   |
| 14  | The Case of the Unwelcome Bride     | 16 december 1961  |
| 15  | The Case of the Roving River        | 30 december 1961  |
| 16  | The Case of the Shapely Shadow      | 6 januari 1962    |
| 17  | The Case of the Captain's Coins     | 13 januari 1962   |
| 18  | The Case of the Tarnished Trademark | 20 januari 1962   |
| 19  | The Case of the Glamorous Ghost     | 3 februari 1962   |
| 20  | The Case of the Poison Pen Pal      | 10 februari 1962  |
| 21  | The Case of the Mystified Miner     | 24 februari 1962  |
| 22  | The Case of the Crippled Cougar     | 3 maart 1962      |
| 23  | The Case of the Absent Artist       | 17 maart 1962     |
| 24  | The Case of the Melancholy Marksman | 24 maart 1962     |
| 25  | The Case of the Angry Astronaut     | 7 april 1962      |
| 26  | The Case of the Borrowed Baby       | 14 april 1962     |
| 27  | The Case of the Counterfeit Crank   | 28 april 1962     |
| 28  | The Case of the Ancient Romeo       | 5 mei 1962        |
| 29  | The Case of the Promoter's Pillbox  | 19 mei 1962       |
| 30  | The Case of the Lonely Eloper       | 26 mei 1962       |

## Seizoen 6
| Nr. | Titel aflevering                      | Uitzenddatum VS   |
| --- | ------------------------------------- | ----------------- |
| 1   | The Case of the Bogus Books           | 27 september 1962 |
| 2   | The Case of the Capricious Corpse     | 4 oktober 1962    |
| 3   | The Case of the Playboy Pugilist      | 11 oktober 1962   |
| 4   | The Case of the Double-Entry Mind     | 18 oktober 1962   |
| 5   | The Case of the Hateful Hero          | 25 oktober 1962   |
| 6   | The Case of the Dodging Domino        | 1 november 1962   |
| 7   | The Case of the Unsuitable Uncle      | 8 november 1962   |
| 8   | The Case of the Stand-In Sister       | 15 november 1962  |
| 9   | The Case of the Weary Watchdog        | 29 november 1962  |
| 10  | The Case of the Lurid Letter          | 6 december 1962   |
| 11  | The Case of the Fickle Filly          | 13 december 1962  |
| 12  | The Case of the Polka-dot Pony        | 20 december 1962  |
| 13  | The Case of the Shoplifter's Shoe     | 3 januari 1963    |
| 14  | The Case of the Bluffing Blast        | 10 januari 1963   |
| 15  | The Case of the Prankish Professor    | 17 januari 1963   |
| 16  | The Case of Constant Doyle            | 31 januari 1963   |
| 17  | The Case of the Libelous Locket       | 7 februari 1963   |
| 18  | The Case of the Two-Faced Turn-a-bout | 14 februari 1963  |
| 19  | The Case of the Surplus Suitor        | 28 februari 1963  |
| 20  | The Case of the Golden Oranges        | 7 maart 1963      |
| 21  | The Case of the Lawful Lazarus        | 14 maart 1963     |
| 22  | The Case of the Velvet Claws          | 21 maart 1963     |
| 23  | The Case of the Lover's Leap          | 4 april 1963      |
| 24  | The Case of the Elusive Element       | 11 april 1963     |
| 25  | The Case of the Greek Goddess         | 18 april 1963     |
| 26  | The Case of the Skeleton's Closet     | 2 mei 1963        |
| 27  | The Case of the Potted Planter        | 9 mei 1963        |
| 28  | The Case of the Witless Witness       | 16 mei 1963       |

## Seizoen 7
| Nr. | Titel aflevering                          | Uitzenddatum VS   |
| --- | ----------------------------------------- | ----------------- |
| 1   | The Case of the Nebulous Nephew           | 26 september 1963 |
| 2   | The Case of the Shifty Shoebox            | 3 oktober 1963    |
| 3   | The Case of the Drowsy Mosquito           | 10 oktober 1963   |
| 4   | The Case of the Deadly Verdict            | 17 oktober 1963   |
| 5   | The Case of the Decadent Dean             | 24 oktober 1963   |
| 6   | The Case of the Reluctant Model           | 31 oktober 1963   |
| 7   | The Case of the Bigamous Spouse           | 14 november 1963  |
| 8   | The Case of the Floating Stones           | 21 november 1963  |
| 9   | The Case of the Festive Felon             | 28 november 1963  |
| 10  | The Case of the Devious Delinquent        | 5 december 1963   |
| 11  | The Case of the Bouncing Boomerang        | 12 december 1963  |
| 12  | The Case of the Badgered Brother          | 19 december 1963  |
| 13  | The Case of the Wednesday Woman           | 2 januari 1964    |
| 14  | The Case of the Accosted Accountant       | 9 januari 1964    |
| 15  | The Case of the Capering Camera           | 16 januari 1964   |
| 16  | The Case of the Ice-Cold Hands            | 23 januari 1964   |
| 17  | The Case of the Bountiful Beauty          | 6 februari 1964   |
| 18  | The Case of the Nervous Neighbor          | 13 februari 1964  |
| 19  | The Case of the Fifty-Millionth Frenchman | 20 februari 1964  |
| 20  | The Case of the Frightened Fisherman      | 27 februari 1964  |
| 21  | The Case of the Arrogant Arsonist         | 5 maart 1964      |
| 22  | The Case of the Garrulous Go-Between      | 12 maart 1964     |
| 23  | The Case of the Woeful Widower            | 26 maart 1964     |
| 24  | The Case of the Simple Simon              | 2 april 1964      |
| 25  | The Case of the Illicit Illusion          | 9 april 1964      |
| 26  | The Case of the Antic Angel               | 16 april 1964     |
| 27  | The Case of the Careless Kidnapper        | 30 april 1964     |
| 28  | The Case of the Drifting Dropout          | 7 mei 1964        |
| 29  | The Case of the Tandem Target             | 14 mei 1964       |
| 30  | The Case of the Ugly Duckling             | 21 mei 1964       |

## Seizoen 8
| Nr. | Titel aflevering                      | Uitzenddatum VS   |
| --- | ------------------------------------- | ----------------- |
| 1   | The Case of the Missing Button        | 24 september 1964 |
| 2   | The Case of the Paper Bullets         | 1 oktober 1964    |
| 3   | The Case of the Scandalous Sculptor   | 8 oktober 1964    |
| 4   | The Case of the Sleepy Slayer         | 15 oktober 1964   |
| 5   | The Case of the Betrayed Bride        | 22 oktober 1964   |
| 6   | The Case of the Nautical Knot         | 29 oktober 1964   |
| 7   | The Case of the Bullied Bowler        | 5 november 1964   |
| 8   | The Case of a Place Called Midnight   | 12 november 1964  |
| 9   | The Case of the Tragic Trophy         | 19 november 1964  |
| 10  | The Case of the Reckless Rockhound    | 26 november 1964  |
| 11  | The Case of the Latent Lover          | 3 december 1964   |
| 12  | The Case of the Wooden Nickels        | 10 december 1964  |
| 13  | The Case of the Blonde Bonanza        | 17 december 1964  |
| 14  | The Case of the Ruinous Road          | 31 december 1964  |
| 15  | The Case of the Frustrated Folksinger | 7 januari 1965    |
| 16  | The Case of the Thermal Thief         | 14 januari 1965   |
| 17  | The Case of the Golden Venom          | 21 januari 1965   |
| 18  | The Case of the Telltale Tap          | 4 februari 1965   |
| 19  | The Case of the Feather Cloak         | 11 februari 1965  |
| 20  | The Case of the Lover's Gamble        | 18 februari 1965  |
| 21  | The Case of the Fatal Fetish          | 4 maart 1965      |
| 22  | The Case of the Sad Sicilian          | 11 maart 1965     |
| 23  | The Case of the Murderous Mermaid     | 18 maart 1965     |
| 24  | The Case of the Careless Kitten       | 25 maart 1965     |
| 25  | The Case of the Deadly Debt           | 1 april 1965      |
| 26  | The Case of the Gambling Lady         | 8 april 1965      |
| 27  | The Case of the Duplicate Case        | 22 april 1965     |
| 28  | The Case of the Grinning Gorilla      | 29 april 1965     |
| 29  | The Case of the Wrongful Writ         | 6 mei 1965        |
| 30  | The Case of the Mischievous Doll      | 13 mei 1965       |

## Seizoen 9
| Nr. | Titel aflevering                    | Uitzenddatum VS   |
| --- | ----------------------------------- | ----------------- |
| 1   | The Case of the Laughing Lady       | 12 september 1965 |
| 2   | The Case of the Fatal Fortune       | 19 september 1965 |
| 3   | The Case of the Candy Queen         | 26 september 1965 |
| 4   | The Case of the Cheating Chancellor | 3 oktober 1965    |
| 5   | The Case of the Impetuous Imp       | 10 oktober 1965   |
| 6   | The Case of the Carefree Coronary   | 17 oktober 1965   |
| 7   | The Case of the Hasty Honeymooner   | 24 oktober 1965   |
| 8   | The Case of the 12th Wildcat        | 31 oktober 1965   |
| 9   | The Case of the Wrathful Wraith     | 7 november 1965   |
| 10  | The Case of the Runaway Racer       | 14 november 1965  |
| 11  | The Case of the Silent Six          | 21 november 1965  |
| 12  | The Case of the Fugitive Fraulein   | 28 november 1965  |
| 13  | The Case of the Baffling Bug        | 12 december 1965  |
| 14  | The Case of the Golden Girls        | 19 december 1965  |
| 15  | The Case of the Bogus Buccaneers    | 9 januari 1966    |
| 16  | The Case of the Midnight Howler     | 16 januari 1966   |
| 17  | The Case of the Vanishing Victim    | 23 januari 1966   |
| 18  | The Case of the Golfer's Gambit     | 30 januari 1966   |
| 19  | The Case of the Sausalito Sunrise   | 13 februari 1966  |
| 20  | The Case of the Scarlet Scandal     | 20 februari 1966  |
| 21  | The Case of the Twice Told Twist    | 27 februari 1966  |
| 22  | The Case of the Avenging Angel      | 13 maart 1966     |
| 23  | The Case of the Tsarina's Tiara     | 20 maart 1966     |
| 24  | The Case of the Fanciful Frail      | 27 maart 1966     |
| 25  | The Case of the Unwelcome Well      | 3 april 1966      |
| 26  | The Case of the Dead Ringer         | 17 april 1966     |
| 27  | The Case of the Misguided Model     | 24 april 1966     |
| 28  | The Case of the Positive Negative   | 1 mei 1966        |
| 29  | The Case of the Crafty Kidnapper    | 15 mei 1966       |
| 30  | The Case of the Final Fadeout       | 22 mei 1966       |